# Referéndum de San Marino de 2019
El 2 de junio de 2019 se celebraron dos referendos en San Marino. Uno de ellos fue una iniciativa popular para enmendar el sistema electoral y exigir que se realice una segunda vuelta treinta días después de las elecciones generales entre los dos partidos principales si ninguno es capaz de formar una coalición de gobierno. La otra fue sobre una enmienda constitucional propuesta por el capitán regente que agregaría orientación sexual a la lista de discriminaciones prohibidas por la ley.
Ambas propuestas fueron aprobadas por los votantes.